# Xylotrechus raghidae
Xylotrechus raghidae är en skalbaggsart som beskrevs av Gianfranco Sama och Rapuzzi 2000. Xylotrechus raghidae ingår i släktet Xylotrechus och familjen långhorningar. Inga underarter finns listade i Catalogue of Life.